# Krátká Ves
Krátká Ves är en ort i Tjeckien.   Den ligger i regionen Vysočina, i den centrala delen av landet, 100 km sydost om huvudstaden Prag. Krátká Ves ligger 506 meter över havet och antalet invånare är 150.
Terrängen runt Krátká Ves är huvudsakligen platt, men österut är den kuperad. Runt Krátká Ves är det ganska tätbefolkat, med 72 invånare per kvadratkilometer. Närmaste större samhälle är Havlíčkův Brod, 7,7 km väster om Krátká Ves. Trakten runt Krátká Ves består till största delen av jordbruksmark.